# Prêmio Bravo Otto
Bravo Otto é uma premiação anual  de musica, televisão e cinema, criada pela revista alemã Bravo Magazine, é considerada uma das premiações mais importantes da Alemanha. Foi criada em 1957 e entre seus vencedores mais conhecidos no Brasil estão Ava Max, BTS e Shawn Mendes. 